# Chlorops denaturatus
Chlorops denaturatus är en tvåvingeart som beskrevs av Oswald Duda 1931. Chlorops denaturatus ingår i släktet Chlorops och familjen fritflugor. Inga underarter finns listade i Catalogue of Life.